# Steva De Franchi
(Steva De Franchi, Ro stampao a ri veri e boin zeneixi che lezeran)
Stefano De Franchi, detto Steva, noto anche con lo pseudonimo di Micrilbo Termopilatide (Genova, 1714 – 1785), è stato un nobile e poeta italiano.
Patrizio, è uno degli ultimi poeti della Repubblica di Genova.

## Opere
Fra le sue pubblicazioni si ricordano Ro chittarrin, o sæ, strofoggi dra Muza (1772), alcuni canti de Ra Gerusalemme deliverâ (versione genovese del poema del Tasso) e le Comedie trasportæ da ro françeise in lengua zeneise (1771-1772). Ma forse lo scritto per il quale è più conosciuto è Ro stampao a ri veri e boin zeneixi che lezeran (prefazione del Chittarrin zeneize), nel quale egli prende le difese della propria lingua, il genovese (come già Paolo Foglietta due secoli prima aveva fatto), accusato di essere un "linguaggio corrotto" rispetto a lingue come il francese o il toscano, quest'ultima lingua di prestigio ma, almeno all'epoca, "fossilizzata" in quanto utilizzata esclusivamente nello scritto e da persone di cultura medio-alta.

Se da una parte il Foglietta aveva rivolto una critica più esasperata alla corruzione dei costumi liguri, il De Franchi sembra adottare una linea più razionale: il fatto che la lingua di Genova non abbia vocabolari, egli dice, non implica necessariamente il fatto che essa manchi di vocaboli propri (ciò, inoltre, si contrappone abbastanza fortemente alla situazione dei secoli successivi, che vedranno la pubblicazione di diversi vocabolari e saggi sul genovese).